# یاسمین سالبرگ
جاسمین سلبرگ (آلمانی: Jasmin Selberg) مدل و ملکه زیبایی استونیایی-آلمانی است. او به نمایندگی از آلمان برنده دوشیزه بین‌الملل ۲۰۲۲ شد.

## زندگینامه
سلبرگ در تالین، استونی به دنیا آمد. هنگامی که او یک ساله بود خانواده او از استونی به آلمان نقل مکان کردند. او برای ادامه تحصیل در رشته تاریخ و فلسفه وارد دانشگاه روهر بوخوم در بوخوم شد.